# Hugo Ibarra
Hugo Benjamín Ibarra (El Colorado, Formosa, Argentina; 1 de abril de 1974) es un exfutbolista y director técnico argentino que se desempeñaba como de lateral derecho. Actualmente se encuentra libre.
Se retiró como futbolista en el año 2010. Al momento de su retiro había obtenido seis torneos locales con Boca Juniors y la suma de nueve títulos internacionales, entre los cuales destacan cuatro veces la Copa Libertadores, en sus ediciones de 2000, 2001, 2003 y 2007, además de la Copa Intercontinental del 2000, frente al Real Madrid, en Tokio, Japón. Está considerado entre los mejores laterales derechos de la historia de Boca Juniors y del fútbol argentino.

## Trayectoria

### Como jugador
Comenzó jugando en una escuela de fútbol llamada Los Halcones. En 1987 pasó al Club Atlético Nacional de su provincia, para luego pasar a Defensores de Formosa, de la capital provincial.

#### Colón
Surgió de las inferiores del Club Policial de Formosa, se probó en Unión de Santa Fe, donde quedó, pero debido a que este club no contaba con una pensión su padre lo llevó al clásico rival, el Club Atlético Colón. Debutó profesionalmente en 1993 y permaneció durante cinco años. 
Durante 1994 jugó en la Primera "B" Nacional, pero en 1995 el equipo consiguió el ascenso a Primera División. Con Colón fue subcampeón del Torneo Clausura 1997, ganó la Liguilla Pre Libertadores de 1997 y clasificó a la Copa Conmebol 1997, el primer torneo internacional oficial que disputó el club santafesino. En esa copa Ibarra marcó su primer gol internacional en el partido de vuelta de cuartos de final ante Danubio Fútbol Club y Colón alcanzó las semifinales. En 1998, jugó la Copa Libertadores 1998 alcanzando las instancia de cuartos de final.

#### Boca Juniors
Arribó a Boca Juniors en el año 1998, tras las partidas de Nelson Vivas y Nolberto Solano al fútbol europeo, coincidiendo con la llegada del entrenador Carlos Bianchi al club. Debutó oficialmente el 5 de agosto de 1998 en la derrota ante Vélez Sarsfield por 0-1, por la Copa Mercosur 1998.
Fue durante muchos años un símbolo del club, ganándose el puesto rápidamente y convirtiéndose en una pieza clave e inamovible de una defensa que fue destacada por su solidez en la marca, pero también por las proyecciones ofensivas que hacían sus laterales. En Boca ganó casi todos sus títulos, y llegó a ser comparado por su manera de desenvolverse en el campo con jugadores de la talla de Cafú y Roberto Carlos. En Boca consiguió tres torneos locales, dos Copa Libertadores y una Copa Intercontinental.
Luego de esa primera etapa, fue transferido en julio de 2001 al FC Porto de la Primeira Liga de Portugal por 7,8 millones de euros.

#### Paso por Europa y segunda etapa en Boca Juniors
Luego de militar una temporada en el Porto, en donde ganó la Supercopa de Portugal 2002, fue cedido al año siguiente y por una temporada a Boca Juniors. Ese mismo año conquistó la Copa Libertadores 2003 con Boca.
Finalizada esta cesión, fue cedido al A. S. Monaco FC de la Ligue 1 de Francia. En el equipo monegasco tuvo grandes actuaciones y llegó hasta la final de la Liga de Campeones de la UEFA en su edición 2003/04. Ibarra convirtió un gol en las semifinales frente al Chelsea FC, pero su equipo perdió la final a manos de su ex-club, el Porto, dirigido por el exitoso y reconocido entrenador José Mourinho.
Al cabo de esta cesión fue nuevamente cedido al RCD Espanyol, donde jugó una temporada.
En su paso por Europa consiguió un título (Supercopa de Portugal) y fue subcampeón de la Liga de Campeones de la UEFA.

#### Tercera etapa en Boca Juniors
A mediados de 2005 puso fin a su contrato para volver a Boca Juniors, donde transcurrió los últimos cinco años de su carrera, volviendo a conseguir grandes logros, tanto en el ámbito nacional como internacional. En el equipo de la Ribera volvió a ganarse la titularidad y a conseguir varios títulos, a pesar de algunas lesiones que lo marginaron de algunos encuentros. El título más importante en este ciclo fue la Copa Libertadores 2007, con Miguel Ángel Russo como DT.
El 22 de julio de 2009 se confirmó su desvinculación del Boca Juniors, luego que el jugador no aceptara renovar su contrato. No obstante, dos días después, el 24 de julio, el mánager boquense, Carlos Bianchi, afirmó que el defensor se quedaría un año más con el club Xeneize. Pese a que continuó un año más en el club, durante la temporada 2009/2010, no mostró un gran nivel y sufrió algunas lesiones, razones que lo llevaron a ser relegado al banquillo de suplentes por Abel Alves, por entonces entrenador del club de la Ribera. La renuncia de Alves como entrenador y la designación de Roberto Pompei como interino le abrieron una nueva oportunidad, y terminaría jugando como titular el Torneo Clausura 2010, aunque sin mostrar su mejor nivel.

### Como entrenador
A fines de 2011, Ibarra fue contratado como coordinador juvenil en la academia juvenil Boca Juniors. A partir de la temporada 2015, Ibarra se convirtió en asistente del entrenador del equipo de reserva de Boca bajo la dirección de Rolando Schiavi.
En 2021, comenzó en un nuevo rol donde sería el nexo entre el fútbol amateur y el Consejo de Fútbol de Boca Juniors. El 17 de agosto de 2021, el técnico de la reserva de Boca, Sebastián Battaglia, fue nombrado técnico del primer equipo de manera interina, mientras que Ibarra y Mauricio Serna se hicieron cargo de la reserva, también de forma interina.

#### Boca Juniors
El 11 de julio de 2022 mediante una conferencia de prensa, Ibarra fue anunciado como el nuevo DT de Boca Juniors. El 11 de septiembre de 2022, por la fecha 18, le ganó 1-0 a River Plate. El 23 de octubre de ese mismo año, Ibarra logró su primer título como DT, el Campeonato de Primera División 2022. En noviembre del mismo año, fue confirmado como entrenador del equipo de la Ribera.
El 1 de marzo de 2023, logró su segundo título como DT, ganando la Supercopa Argentina. El 28 de marzo, dejó de ser el entrenador de Boca Juniors.

## Selección nacional
Ha sido internacional con la Selección de Argentina disputando 11 partidos, entre amistosos, la Copa América 1999, la Copa América 2007 y las eliminatorias para el Mundial de Sudáfrica de 2010.
| País      | P.J | Actividad |
| --------- | --- | --------- |
| Argentina | 11  | 1998-2008 |

### Participaciones en Copas América
| Torneo            | Sede      | Resultado        | Partidos | Goles |
| ----------------- | --------- | ---------------- | -------- | ----- |
| Copa América 1999 | Paraguay  | Cuartos de final | 2        | 0     |
| Copa América 2007 | Venezuela | Subcampeón       | 1        | 0     |

## Estadísticas

### Como jugador
| Equipo                      | Div.                | Temporada           | Liga     | Liga  | Copa Nacional | Copa Nacional | Copa Internacional | Copa Internacional | Total    | Total |
| Equipo                      | Div.                | Temporada           | Partidos | Goles | Partidos      | Goles         | Partidos           | Goles              | Partidos | Goles |
| --------------------------- | ------------------- | ------------------- | -------- | ----- | ------------- | ------------- | ------------------ | ------------------ | -------- | ----- |
| Colón de Santa Fe Argentina | 2.ª                 | 1993-94             | 15       | 2     | -             | -             | -                  | -                  | 15       | 2     |
| Colón de Santa Fe Argentina | 2.ª                 | 1994-95             | 45       | 1     | -             | -             | -                  | -                  | 45       | 1     |
| Colón de Santa Fe Argentina | 1.ª                 | 1995-96             | 29       | 0     | -             | -             | -                  | -                  | 29       | 0     |
| Colón de Santa Fe Argentina | 1.ª                 | 1996-97             | 35       | 4     | -             | -             | -                  | -                  | 35       | 4     |
| Colón de Santa Fe Argentina | 1.ª                 | 1997-98             | 16       | 1     | -             | -             | 10                 | 1                  | 26       | 2     |
| Colón de Santa Fe Argentina | Total               | Total               | 140      | 8     | -             | -             | 10                 | 1                  | 150      | 9     |
| Boca Juniors Argentina      | 1.ª                 | 1998-99             | 25       | 0     | -             | -             | 4                  | 0                  | 29       | 0     |
| Boca Juniors Argentina      | 1.ª                 | 1999-00             | 31       | 0     | -             | -             | 17                 | 1                  | 48       | 1     |
| Boca Juniors Argentina      | 1.ª                 | 2000-01             | 29       | 2     | -             | -             | 18                 | 0                  | 57       | 2     |
| Boca Juniors Argentina      | 1.ª                 | 2002-03             | 25       | 4     | -             | -             | 2                  | 0                  | 27       | 4     |
| Boca Juniors Argentina      | 1.ª                 | 2005-06             | 24       | 1     | -             | -             | 6                  | 0                  | 30       | 1     |
| Boca Juniors Argentina      | 1.ª                 | 2006-07             | 26       | 2     | -             | -             | 15                 | 1                  | 41       | 3     |
| Boca Juniors Argentina      | 1.ª                 | 2007-08             | 22       | 0     | -             | -             | 7                  | 0                  | 29       | 0     |
| Boca Juniors Argentina      | 1.ª                 | 2008-09             | 29       | 0     | -             | -             | 8                  | 0                  | 37       | 0     |
| Boca Juniors Argentina      | 1.ª                 | 2009-10             | 25       | 0     | -             | -             | 2                  | 0                  | 27       | 0     |
| Boca Juniors Argentina      | Total               | Total               | 236      | 9     | -             | -             | 79                 | 2                  | 323      | 11    |
| FC Porto Portugal           | 1.ª                 | 2001-02             | 20       | 0     | 3             | 0             | 12                 | 0                  | 35       | 0     |
| FC Porto Portugal           | Total               | Total               | 20       | 0     | 3             | 0             | 12                 | 0                  | 35       | 0     |
| AS Mónaco Mónaco            | 1.ª                 | 2003-04             | 25       | 0     | 2             | 0             | 10                 | 1                  | 37       | 1     |
| AS Mónaco Mónaco            | Total               | Total               | 25       | 0     | 2             | 0             | 10                 | 1                  | 37       | 1     |
| RCD Espanyol · España       | 1.ª                 | 2004-05             | 31       | 1     | 0             | 0             | -                  | -                  | 31       | 1     |
| RCD Espanyol · España       | Total               | Total               | 31       | 1     | 0             | 0             | -                  | -                  | 31       | 1     |
| Total en su carrera         | Total en su carrera | Total en su carrera | 452      | 18    | 5             | 0             | 119                | 4                  | 576      | 22    |

### Como entrenador
| Equipo                 | Div.  | Temporada | Liga  | Liga | Liga | Liga | Liga |       | Copa | Copa | Copa | Copa  |   | Internacional | Internacional | Internacional | Internacional | Internacional |   | Otros | Otros | Otros | Otros |   | Totales | Totales     | Totales | Totales | Totales | Totales | Totales | Totales | Totales |
| Equipo                 | Div.  | Temporada | Part. | G    | E    | P    | Pos. | Part. | G    | E    | P    | Part. | G | E             | P             | Pos.          | Part.         | G             | E | P     | Part. | G     | E     | P | Puntos  | Rendimiento | GF      | GC      | Dif.    |         |         |         |         |
| ---------------------- | ----- | --------- | ----- | ---- | ---- | ---- | ---- | ----- | ---- | ---- | ---- | ----- | - | ------------- | ------------- | ------------- | ------------- | ------------- | - | ----- | ----- | ----- | ----- | - | ------- | ----------- | ------- | ------- | ------- | ------- | ------- | ------- | ------- |
| Boca Juniors Argentina | 1.ª   | 2022      | 21    | 13   | 4    | 4    | 1.º  | 3     | 2    | 1    | 0    | -     | - | -             | -             | -             | 1             | 0             | 0 | 1     | 25    | 15    | 5     | 5 | 50/75   | 66.67%      | 29      | 22      | +7      |         |         |         |         |
| Boca Juniors Argentina | 1.ª   | 2023      | 8     | 3    | 2    | 3    | Inc. | 1     | 1    | 0    | 0    | -     | - | -             | -             | -             | 2             | 1             | 0 | 1     | 11    | 5     | 2     | 4 | 17/33   | 51.51%      | 15      | 11      | +4      |         |         |         |         |
| Boca Juniors Argentina | Total | Total     | 29    | 16   | 6    | 7    | -    | 4     | 3    | 1    | 0    | -     | - | -             | -             | -             | 3             | 1             | 0 | 2     | 36    | 20    | 7     | 9 | 67/108  | 62.04%      | 44      | 33      | +11     |         |         |         |         |
| 1. 2.                  |       |           |       |      |      |      |      |       |      |      |      |       |   |               |               |               |               |               |   |       |       |       |       |   |         |             |         |         |         |         |         |         |         |

#### Resumen por competencias
| Torneo                        | PD | G  | E | P | GF | GC | Dif. | Rendimiento | Mejor Resultado |
| ----------------------------- | -- | -- | - | - | -- | -- | ---- | ----------- | --------------- |
| Primera División de Argentina | 29 | 16 | 6 | 7 | 32 | 25 | +7   | 62.07%      | Campeón         |
| Copa Argentina                | 4  | 3  | 1 | 0 | 7  | 4  | +3   | 83.33%      | Semifinalista   |
| Supercopa Argentina           | 1  | 1  | 0 | 0 | 3  | 0  | +3   | 100%        | Campeón         |
| Supercopa Internacional       | 1  | 0  | 0 | 1 | 1  | 2  | -1   | 0%          | Subcampeón      |
| Trofeo de Campeones           | 1  | 0  | 0 | 1 | 1  | 2  | -1   | 0%          | Subcampeón      |
| Total                         | 36 | 20 | 7 | 9 | 44 | 33 | +11  | 62.04%      | Dos títulos     |

## Palmarés

### Como futbolista

#### Campeonatos nacionales
| Título                | Equipo       | País      | Año    |
| --------------------- | ------------ | --------- | ------ |
| Primera División      | Boca Juniors | Argentina | A-1998 |
| Primera División      | Boca Juniors | Argentina | C-1999 |
| Primera División      | Boca Juniors | Argentina | A-2000 |
| Supercopa de Portugal | Porto        | Portugal  | 2001   |
| Primera División      | Boca Juniors | Argentina | A-2005 |
| Primera División      | Boca Juniors | Argentina | C-2006 |
| Primera División      | Boca Juniors | Argentina | A-2008 |

#### Campeonatos internacionales
| Título                       | Equipo       | Sede         | Año  |
| ---------------------------- | ------------ | ------------ | ---- |
| Copa Libertadores de América | Boca Juniors | São Paulo    | 2000 |
| Copa Intercontinental        | Boca Juniors | Tokio        | 2000 |
| Copa Libertadores de América | Boca Juniors | Buenos Aires | 2001 |
| Copa Libertadores de América | Boca Juniors | São Paulo    | 2003 |
| Copa Sudamericana            | Boca Juniors | Buenos Aires | 2005 |
| Recopa Sudamericana          | Boca Juniors | Manizales    | 2005 |
| Recopa Sudamericana          | Boca Juniors | São Paulo    | 2006 |
| Copa Libertadores de América | Boca Juniors | Porto Alegre | 2007 |
| Recopa Sudamericana          | Boca Juniors | Buenos Aires | 2008 |

### Como entrenador

#### Campeonatos nacionales
| Título              | Equipo       | País      | Año  |
| ------------------- | ------------ | --------- | ---- |
| Primera División    | Boca Juniors | Argentina | 2022 |
| Supercopa Argentina | Boca Juniors | Argentina | 2022 |

### Distinciones individuales
| Distinción                                    | Año  |
| --------------------------------------------- | ---- |
| Parte del Equipo Ideal de América             | 2006 |
| Parte del Equipo Ideal de América             | 2007 |
| Tercer Mejor Futbolista del año en Sudamérica | 2007 |

### Otros logros
- Ascenso a Primera División con Colón en 1995.
- Subcampeón del Torneo Clausura con Colón en 1997.
- Ganador de Liguilla Pre Libertadores con Colón en 1997.
- Subcampeón del Torneo Apertura con Boca Juniors en 2002.
- Subcampeón del Torneo Clausura con Boca Juniors en 2003.
- Subcampeón de la Liga de Campeones de la UEFA 2003-04 con Mónaco.
- Subcampeón del Torneo Clausura con Boca Juniors en 2004.
- Subcampeón del Torneo Apertura con Boca Juniors en 2006.
- Subcampeón del Torneo Clausura con Boca Juniors en 2007.
- Subcampeón de la Copa América 2007 con la Selección Argentina.
- Subcampeón de la Copa Mundial de Clubes 2007 con Boca Juniors.
- Subcampeón del Torneo Clausura con Boca Juniors en 2008.